# Hello! Sandybell
Hello! Sandybell (ハロー!サンディベル, Haro! Sandiberu) é uma série de anime feita pela Toei Animation em 1981. Estreou no Japão pela TV Asahi. Em Portugal a série estreou em 1990 na RTP1. No título original, quando foi feito no Japão, o nome dela se soletrava com "E" no final, ficando assim como "Sandybelle".

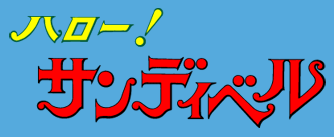
O logotipo de Hello! Sandybell.

Da mesma forma que Ginga: Nagareboshi Gin, esta série é relativamente desconhecida no Brasil e nos EUA mas bastante popular na Ásia, alguns países da América Latina, Mundo Árabe e na Europa, junto com a região Escandinávia. Também estreou na França pelo La Cinq em 15 de abril de 1988.
A dobragem portuguesa foi baseada na versão italiana.

## Enredo
Sandybell é uma garota que vive na Escócia com o seu pai. Ela passa o seu tempo brincando com o seu cão fiel (Oliver) e os seus amigos.  Um dia, ela conhece a Condessa de Wellington, uma mulher de bom coração que vivem no castelo perto da sua aldeia.  Ela também conhece Kitty, uma jovem arrogante que vive na grande mansão fora da sua aldeia.
Kitty odeia Sandybell e continua a visitar a Condessa, na esperança de ganhar o amor e o interesse do seu filho, Marc, que se apaixona também pela Sandybell. A Condessa dá a SandyBell uma lírio-branco e ela planta fora da aldeia. Ela também traz outras flores e planta-as em torno do lírio, fazendo um pequeno jardim de flores em torno dela. Sandybell valoriza o lírio porque a faz lembrar da sua mãe falecida.
O objetivo da Sandybell ao longo da série é encontrar a sua mãe um dia. Nos episódios finais, elas finalmente se reúnem. No entanto, após o seu encontro, Sandybell descobre que a sua mãe sofre de amnésia, e Sandybell não a convence de que ela era sua filha. Mais tarde, quando uma criança cai na água e Sandy salva a sua vida, ocorre flashbacks na sua mãe e ela recorda-se do passado.

## Equipe
- Diretor da série: Hiroshi Shitara
- Diretor dos episódios: Kazumi Fukushima
- História original: Shiroh Jinbo
- Roteiro: Hiroshisa Soda, Makoto Sakurai, Noboru Shiroyama
- Música: Takeo Watanabe
- Design de personagens: Makoto Sakurai
- Fundo de arte: Eiji Itô
- Planejamento: Yasuo Yamaguchi
- Gerente de produção: Akira Sasaki
- Arranjo do Tema: Joe Hisaishi
- Letras do Tema: Noriko Miura
- Tema cantado por Mitsuko Horie
- Produção: TV Asahi, Asatsu Shinsha, Toei Animation

## Lista de episódios
| N.º | Título | Realização       | Argumento                    | Exibição original       |
| --- | --- | ---------------- | ---------------------------- | ----------------------- |
| 1   | "Coragem, Sandybell" "あの子は緑の風の中 (rōmaji: Ano Ko wa Midori no Kaze no Naka)"                                        | Shiroyama Noboru | Shidara Hiroshi              | 6 de março de 1981      |
| 2   | "O jardim secreto da mãezinha" "ママの花園 (rōmaji: Mama no Hanazono)"                                                      | Shiroyama Noboru | Fukushima Kazumi             | 13 de março de 1981     |
| 3   | "O narciso branco do jardim secreto" "白水仙の待つ丘 (rōmaji: Shiro Mizu Sen no Matsu Oka)"                                 | Shiroyama Noboru | Furusawa Izuo                | 20 de março de 1981     |
| 4   | "O príncipe das flores" "花園のプリンス (rōmaji: Hanazono no Purinsu)"                                                      | Sota Hirohito    | Yamamoto Hiroki              | 27 de março de 1981     |
| 5   | "Primeiras emoções" "逃げ出したプリンス (rōmaji: Nigedashita Purinsu)"                                                      | Sota Hirohito    | Namae Akira                  | 3 de abril de 1981      |
| 6   | "A verdadeira essência da pintura" "ときめきのデートは水の中 (rōmaji: Tokimeki no Dēto wa Mizu no Naka)"                    | Shiroyama Noboru | Endo Yuuji                   | 10 de abril de 1981     |
| 7   | "Uma vida para a arte" "スケッチ旅行の罠 (rōmaji: Suketchi Ryokō no Wana)"                                                  | Sota Hirohito    | Furusawa Izuo                | 17 de abril de 1981     |
| 8   | "A festa de aniversário do Marco" "誕生パーティーの夜 (rōmaji: Tanjō Pātī no Yoru)"                                         | Sota Hirohito    | Fukushima Kazumi             | 1 de maio de 1981       |
| 9   | "O triste destino dos Wellington" "別れは突然に (rōmaji: Wakare wa Totsuzen ni)"                                            | Shiroyama Noboru | Endo Yuuji                   | 8 de maio de 1981       |
| 10  | "A grande decisão do Marco" "雨の夜の出来事 (rōmaji: Ame no Yoru no Dekigoto)"                                              | Shiroyama Noboru | Yamamoto Hiroki              | 15 de maio de 1981      |
| 11  | "Folhas de outono" "秋風に揺れる花 (rōmaji: Akikaze ni Yureru Hana)"                                                        | Shiroyama Noboru | Namae Akira                  | 29 de maio de 1981      |
| 12  | "Uma pessoa fantástica" "激流に叫ぶ声 (rōmaji: Gekiryū ni Sakebu Koe)"                                                      | Shiroyama Noboru | Furusawa Izuo                | 5 de junho de 1981      |
| 13  | "Adeus, paizinho!" "生命ひとつ雪の夜空に (rōmaji: Inochi Hitotsu Yuki no Yozora ni)"                                        | Shiroyama Noboru | Endo Yuuji                   | 12 de junho de 1981     |
| 14  | "O adeus à Escócia" "さようなら森と湖の故郷 (rōmaji: Sayōnara Mori to Mizu no Furusato)"                                    | Shiroyama Noboru | Anno Masami                  | 19 de junho de 1981     |
| 15  | "A chegada a Londres" "ロンドンの第一夜 (rōmaji: Rondon no Daiichi Yoru)"                                                   | Sota Hirohito    | Fukushima Kazumi             | 26 de junho de 1981     |
| 16  | "Lágrimas amargas" "つらい涙は屋根裏部屋で (rōmaji: Tsurai Namida wa Yaneurabeya de)"                                       | Sota Hirohito    | Namae Akira                  | 3 de julho de 1981      |
| 17  | "O mistério revelado" "荒海がのんだ両親の秘密 (rōmaji: Arakai ga Nonda Ryōshin no Himitsu)"                                 | Sota Hirohito    | Shidara Hiroshi              | 10 de julho de 1981     |
| 18  | "O quadro destruído" "引き裂かれた思い出の絵 (rōmaji: Hikisakareta Omoide no E)"                                            | Sota Hirohito    | Furusawa Izuo                | 17 de julho de 1981     |
| 19  | "O roubo misterioso" "活字をぬすんだ怪盗 (rōmaji: Katsuji o Nusunda Kaitō)"                                                 | Sota Hirohito    | Furusawa Izuo                | 24 de julho de 1981     |
| 20  | "O regresso à paz" "波間に消えた憎しみ (rōmaji: Namima ni Kieta Nikushimi)"                                                 | Shiroyama Noboru | Fukushima Kazumi             | 31 de julho de 1981     |
| 21  | "Um ano depois" "再会の故郷に雪が降る (rōmaji: Saikai no Furusato ni Yuki ga Furu)"                                         | Shiroyama Noboru | Namae Akira                  | 7 de agosto de 1981     |
| 22  | "Um amigo fiel" "犬が運んだマークの手紙 (rōmaji: Inu ga Hakonda Māku no Tegami)"                                            | Shiroyama Noboru | Endo Yuuji                   | 14 de agosto de 1981    |
| 23  | "Um pequeno artigo" "小さな記事の大きな波紋 (rōmaji: Chiisa na Kiji no Ōkina Hamon)"                                        | Sota Hirohito    | Furusawa Izuo                | 21 de agosto de 1981    |
| 24  | "Tempo de partir" "巣立ち行く夏の娘たち (rōmaji: Sudaschi Yuku Natsu no Musumetachi)"                                       | Sota Hirohito    | Fukushima Kazumi             | 28 de agosto de 1981    |
| 25  | "Jornalista em missão" "レッツゴー! 花の少女記者 (rōmaji: Rettsugō! Hana no Shōjo Kisha)"                                   | Sota Hirohito    | Furusawa Izuo                | 4 de setembro de 1981   |
| 26  | "A fuga das abelhas" "ハチに追われて突撃取材 (rōmaji: Hachi ni Owarete Toppatsu Shuzai)"                                    | Sota Hirohito    | Endo Yuuji                   | 11 de setembro de 1981  |
| 27  | "Sandybell na prisão" "鉄格子の中の特ダネ記者 (rōmaji: Tetsugōshi no Naka no Tokudane Kisha)"                               | Shiroyama Noboru | Namae Akira                  | 18 de setembro de 1981  |
| 28  | "A identidade secreta do papá" "うちあけられない父の正体 (rōmaji: Uchiake Rarenai Chichi no Shōtai)"                        | Shiroyama Noboru | Fukushima Kazumi             | 2 de outubro de 1981    |
| 29  | "O bebé raptado" "港に捨てられた赤ちゃんのゆくえ (rōmaji: Minato ni Suterareta Akachan no Yukue)"                           | Shiroyama Noboru | Furusawa Izuo                | 9 de outubro de 1981    |
| 30  | "Uma rapariga em Paris" "パリに生きる少女 (rōmaji: Pari ni Ikiru Shōjo)"                                                    | Shiroyama Noboru | Katsumata Guji Takagaki Kōzō | 16 de outubro de 1981   |
| 31  | "Os sinos anunciam o fim do romance" "ロマンスの終りを告げる鐘 (rōmaji: Romansu no Owari o Tsugeru Kane)"                   | Sota Hirohito    | Furusawa Izuo                | 23 de outubro de 1981   |
| 32  | "Os subterrâneos de Paris são um labirinto amoroso" "パリの地下水道は愛の迷路 (rōmaji: Pari no Chika Suidō wa Ai no Meiro)" | Sota Hirohito    | Furusawa Izuo                | 6 de novembro de 1981   |
| 33  | "O retrato da Condessa de Wellington" "マークを狙うシアラー家の陰謀 (rōmaji: Māku o Nerau Shiara-ke no Inbō)"               | Sota Hirohito    | Furusawa Izuo                | 13 de novembro de 1981  |
| 34  | "O fantasma de Maria" "ブドウ畑に帰って来た娘 (rōmaji: Budōbatake ni Kaette Kita Musume)"                                   | Sota Hirohito    | Endo Yuuji                   | 20 de novembro de 1981  |
| 35  | "Um encontro misterioso" "あの人をママと呼べなくても (rōmaji: Ano Hito o Mama to Yobenakutemo)"                             | Shiroyama Noboru | Furusawa Izuo                | 27 de novembro de 1981  |
| 36  | "Operação em Atenas" "アテネへの危険な同乗者 (rōmaji: Atene e no Kiken na Dōshasha)"                                        | Jōyama Noboru    | Endō Yūji                    | 4 de dezembro de 1981   |
| 37  | "A pintura da casa na praia" "舟小屋に残されたマークの絵 (rōmaji: Funagoya ni Nokosareta Māku no E)"                        | Soda Hirohisa    | Ikinosai Akinori             | 11 de dezembro de 1981  |
| 38  | "O roubo da carrinha" "盗まれたサンディベル号 (rōmaji: Nusumareta Sandi Berugō)"                                            | Jōyama Noboru    | Furusawa Deo                 | 18 de dezembro de 1981  |
| 39  | "À procura da mãezinha" "マルセイユの危険な母さがし (rōmaji: Maruseiyu no Kiken na Haha Sagashi)"                           | Soda Hirohisa    | Shitara Hiroshi              | 25 de dezembro de 1981  |
| 40  | "A revelação do grande chefe" "港のボスの意外な告白 (rōmaji: Minato no Bosu no Igai na Kokuhaku)"                           | Soda Hirohisa    | Ikinosai Akinori             | 8 de janeiro de 1981    |
| 41  | "O cachorrinho perdido" "拾われた子犬と脅迫状 (rōmaji: Hirowareta Koinu to Kyouhaku-jou)"                                   | Shiroyama Noboru | Endo Yuuji                   | 15 de janeiro de 1982   |
| 42  | "A decisão do Marco" "ピレネー山麓にゆれるマークの心 (rōmaji: Pireneesanrokku ni Yureru Māku no Kokoro)"                    | Sota Hirohito    | Furusawa Izuo                | 22 de janeiro de 1982   |
| 43  | "O ato de coragem do Marco" "嵐の中に立つマークの決意 (rōmaji: Arashi no Naka ni Tatsu Māku no Ketsui)"                     | Sota Hirohito    | Furusawa Izuo                | 29 de janeiro de 1982   |
| 44  | "Ainda em busca da mãezinha" "再びつかんだ母のてがかり (rōmaji: Futatabi Tsukanda Haha no Tegakari)"                        | Sota Hirohito    | Endo Yuuji                   | 5 de fevereiro de 1982  |
| 45  | "Uma informação decisiva" "母の手がかりを握る男 (rōmaji: Haha no Tegakari o Nigiru Otoko)"                                  | Shiroyama Noboru | Furusawa Izuo                | 12 de fevereiro de 1982 |
| 46  | "Finalmente juntas, mamã" "今、めぐり逢えた母は (rōmaji: Ima, Meguriaeta Haha wa)"                                          | Shiroyama Noboru | Endo Yuuji                   | 19 de fevereiro de 1982 |
| 47  | "Adeus, Sandybell" "さようならサンディベル 幸せを永遠に! (rōmaji: Sayōnara Sandi Beru Shiawase o Eien ni!)"                 | Shiroyama Noboru | Namae Akira                  | 26 de fevereiro de 1982 |